# Finisseur (sport)
Pour les articles homonymes, voir Finisseur.
 (septembre 2019).
Si vous disposez d'ouvrages ou d'articles de référence ou si vous connaissez des sites web de qualité traitant du thème abordé ici, merci de compléter l'article en donnant les références utiles à sa vérifiabilité et en les liant à la section « Notes et références ».
Un finisseur ou arrivant  (de l'anglais Finisher) est un sportif qui termine une course dont il a pris le départ. Il en franchit la ligne d'arrivée sans avoir subi de disqualification et sans avoir dû annoncer son abandon. Sa performance chronométrique peut donc être enregistrée et intégrer un éventuel classement ; le vainqueur est nécessairement un finisseur.
Être finisseur sans même être vainqueur peut être une performance en soit dans le cas de certaines épreuves sportives particulièrement difficiles, telles qu'en athlétisme les courses de fond et a fortiori d'ultrafond. Les organisateurs de ces événements récompensent donc parfois les finisseurs avec un petit cadeau symbolique, par exemple un tee-shirt aux couleurs de la course ou une médaille commémorative.
Il est alors fréquent de dénombrer les finisseurs et, en rapportant leur total au nombre de partants au tout début de l'épreuve, de calculer un taux de finisseurs témoignant de la difficulté de la course.
Dans le cas particulier des courses à élimination comme la backyard ultra, seul le vainqueur est qualifié de "finisseur", les autres concurrents, éliminés avant le dernier tour, reçoivent un "DNF" (Did Not Finish).